# 1302
1302 (MCCCII) fue un año común comenzado en lunes del calendario juliano.

## Acontecimientos
- Abril: el pintor italiano Giotto observa un cometa en el cielo (el futuro cometa Halley) y lo dibuja en su cuadro de "La Adoración" a modo de "estrella de Belén". Dicho cometa no había pasado durante el nacimiento de Jesús aunque sí pasó en el año 10 de la era cristiana.
- Roger de Flor embarca la compañía de almogávares rumbo al Imperio bizantino.
- Mayo-junio: Cortes de Medina del Campo de 1302.
- Julio: Cortes de Burgos de 1302.
- 31 de agosto: Paz de Caltabellota, La Casa de Aragón y la Casa de Anjou acuerdan nombrar a Federico de Aragón (también llamado Fadrique) rey de Sicilia.